# 克利夫鎮區 (內布拉斯加州卡斯特縣)
克利夫鎮區（英語：Cliff Township）是位於美國內布拉斯加州卡斯特縣的一個行政鎮區。

## 地方資料
克利夫鎮區的面積為257.62平方千米，當中陸地面積為257.61平方千米，而水域面積為0.01平方千米。根據2020年美國人口普查的數據，當地共有人口127人，而人口密度為每平方千米0.49人。